# Meyer-Struckmann-Preis für geistes- und sozialwissenschaftliche Forschung
Mit dem Meyer-Struckmann-Preis für geistes- und sozialwissenschaftliche Forschung zeichnet die Philosophische Fakultät der Heinrich-Heine-Universität Düsseldorf (anfänglich in Zusammenarbeit mit dem 2008 aufgelösten Wissenschaftszentrum Nordrhein-Westfalen) seit 2006 jährlich herausragende Leistungen in den Geistes- und Sozialwissenschaften aus. Für jedes Jahr wird ein Themenbereich oder Fachgebiet ausgewählt, aus dem auf Vorschläge von Universitäten, Forschern und Wissenschaftsinstitutionen hin durch die Jury ein Preisträger ausgewählt wird. Die Auszeichnung wird durch die Meyer-Struckmann-Stiftung finanziert und ist mit einem Preisgeld von 20.000 € verbunden.
Ursprünglich war die Förderung durch die Meyer-Struckmann-Stiftung auf zehn Jahre angelegt. 2014 wurde entschieden, sie um weitere zehn Jahre, also bis 2026, zu verlängern.

## Preisträger und Fachgebiete
- 2006: Hartmut Böhme (Memoria: Formen des kollektiven Gedächtnisses)
- 2007: Shmuel Feiner (Jüdische Traditionen in Kultur und Gesellschaft Europas)
- 2008: Harald Weinrich (Deutsch-französische Beziehungen in Kultur und Gesellschaft)
- 2009: Herfried Münkler (Gesellschaften der Moderne)
- 2010: Horst Bredekamp (Theorie und Kulturen des Bildes)
- 2011: Jan-Dirk Müller (Mittelalterforschung)
- 2012: Ursula Wolf (Praktische Philosophie)
- 2013: Ian Kershaw (Deutsche Geschichte im 20. Jahrhundert)
- 2014: Alain Schnapp (Klassische Archäologie)
- 2015: Winfried Schulz (Medienwissenschaften)
- 2016: Florian Coulmas (Ostasienwissenschaften)
- 2017: Norbert Finzsch (Nordamerikastudien)
- 2018: Barbara Stollberg-Rilinger (Geschichte der frühen Neuzeit)
- 2019: Michael Stolleis (Geistes- und sozialwissenschaftliche Europaforschung)
- 2020: Helen Margetts (Digitalisierung und Demokratie)
- 2021: Manfred Krifka (Sprache und Kognition)
- 2022: Richard Münch (Gesellschaftlicher Zusammenhalt)
- 2023: Monica Juneja (Transkulturelle Studien)
- 2024: Wolfgang Ernst (Acoustic Studies)